# Grimmia verticillatula
Grimmia verticillatula är en bladmossart som beskrevs av Thériot och Trabut 1930. Grimmia verticillatula ingår i släktet grimmior, och familjen Grimmiaceae. Inga underarter finns listade i Catalogue of Life.